# دييغو كولادو
دييغو كولادو (بالإسبانية: Diego Collado)‏ هو مبشر إسباني، ولد في 1589 في إكستريمادورا في إسبانيا، وتوفي في 1638.